# 김영호 (축구 선수)
김영호(한국 한자: 金嶺好, 1996년 10월 30일 ~ )는 대한민국의 축구 선수로, 포지션은 골키퍼이다. 현 K리그2의 안산 그리너스에서 활약하고 있다.

## 축구인 경력
2019년 김영호는 상지대학교 축구부를 졸업하고, K리그2의 서울 이랜드 FC와 계약을 맺었다.
2019년 여름 이적시장에서 K3리그의 춘천 시민축구단으로 임대되었다.
2020 춘천시민축구단
2022년 시즌을 앞두고 K4리그의 고양시민축구단에 입단했다.
2023년 시즌을 앞두고 K리그2의 안산 그리너스에 입단했다.
.